# Hysterocrates ederi
Espèce
Hysterocrates ederi est une espèce d'araignées mygalomorphes de la famille des Theraphosidae.

## Distribution
Cette espèce est endémique de l'île de Bioko en Guinée équatoriale.

## Publication originale
- Charpentier, 1995 : A new species of Hysterocrates from Bioko Island, Teil 1 (Araneida: Theraphosidae: Eumenophorinae). Arachnologisches Magazin, vol. 3, no 8, p. 1-14.